# صيدناني مخطط
صيدناني مخطط (الاسم العلمي: Tamias striatus) (بالإنجليزية: Eastern Chipmunk)‏ هو نوع من الحيوانات يتبع جنس الصيدناني من الفصيلة السنجابية.